# 小川町駅 (埼玉県)
小川町駅（おがわまちえき）は、埼玉県比企郡小川町大字大塚にある、東武鉄道・東日本旅客鉄道（JR東日本）の駅である。
東武鉄道の東上本線（東上線）と、JR東日本の八高線が乗り入れており、接続駅となっている。東武鉄道の駅には駅番号としてTJ 33が付与されている。

## 歴史
- 1923年（大正12年）11月5日：東武東上本線の駅として開業[2]。
- 1926年（大正15年）9月5日：東武根古屋線当駅 - 根古屋荷扱所間開通。
- 1934年（昭和9年）
  - 3月24日：鉄道省八高南線 越生 - 当駅間が開通[1]。一般駅[3]。
  - 10月6日：八高線の当駅 - 寄居間が延伸開業し全通。同日八高南線から改称。[4]
- 1967年（昭和42年）4月1日：東武根古屋線全線廃止。
- 1982年（昭和57年）11月15日：国鉄駅での貨物の取り扱いを廃止[3]。
- 1984年（昭和59年）2月1日：国鉄駅での荷物扱いを廃止[3]。
- 1987年（昭和62年）4月1日：国鉄分割民営化により、八高線の駅はJR東日本の駅となる[3]。
- 2002年（平成14年）10月：JR東日本でICカード「Suica」の利用が可能となる[5]。
- 2007年（平成19年）3月18日：東武鉄道でICカード「PASMO」の利用が可能となる[6]。
- 2010年（平成22年）1月20日：東上線2・4番線ホーム（池袋方面）にて発車メロディ使用開始。
- 2019年（平成31年）3月16日：横浜高速鉄道みなとみらい線の元町・中華街駅から東急東横線・東京地下鉄副都心線経由で当駅までの快速急行が設定される[7]。

かつては当駅から貨物線である東武根古屋線が分岐していた。その線路跡は道路として残る。

## 駅構造
東武鉄道が駅を管理し、駅構内を2社で共用する共同使用駅である。駅舎及び出入り口は東武鉄道側（南側）にある。
駅舎の前は単式ホームで東武鉄道の2番線となっているが、寄居方に行き止まり式の1番線があり、1・2番線は島式ホームと同様に1つのプラットホームを挟む形となっている。東武鉄道の3・4番線及びJR東日本の7・8番線は島式ホームである。4番線と7番線の間に側線があり5・6番線が付番されている。プラットホーム間に跨線橋を有する地上駅である。
東上本線ホームには屋根が設置されている。八高線ホームには屋根がなく、東上本線ホームよりも簡素な作りとなっている。ホームには待合室が設置されている。
改札口と出入口間にはスロープが設置されている。JRの駅設備は高崎統括センター（高崎駅）の管轄下にある。JRは夜間滞泊が3本設定されている。
東上線は2005年3月17日から全区間直通列車の設定がなくなり、池袋方面と寄居方面の列車は当駅を境に分断された。接続列車は同じホームの向かい側に停車するため、対面で乗り換えが出来る。なお、池袋方面から当駅までの電車は10両編成であるが、当駅から寄居方面の電車は4両編成のワンマン運転となる。東上本線の列車は運転系統の分断後、通常跨線橋を渡る必要のない1番線または2番線から発車することが多くなった。2023年3月18日より日中時間帯の列車が森林公園駅 - 寄居駅間を直通するようになり、18年ぶりに当駅を跨いで営業運転を行う列車が復活した。
発車標は東上本線ホームのみ設置されている。かつては番線別に設置されていたが、現行のものは上り・下りを一体化したものを改札前と跨線橋上に設置している。
東武鉄道側の定期券うりば（JR線の定期券・回数券も委託販売）については2018年1月31日で営業終了しており、以後は東武東上線各駅の定期券うりば・八高線の窓口営業駅のきっぷうりば（みどりの窓口を含む）・定期券対応自動券売機での対応となった。
改札内でJRと東武相互間で乗り換え可能だが、2007年3月18日からSuicaとPASMOは相互利用を開始し、この関係で跨線橋上に東武 - JR連絡用の簡易ICカード改札機が設置され、当該改札機でのチャージも可能になった。また、東武 - JRの連絡通路には音声センサーが設置されており、ICカードを利用して乗り換える際に、連絡通路の簡易改札機を利用する旨の放送が流れる。なお、これをしなかった場合は、降車駅（当駅下車も含む）で実際の乗車経路とは異なった運賃が差し引かれる。当駅から直接JRに乗車する場合も、この簡易改札機にタッチする必要がある。
2010年3月下旬に、スロープ・各ホームへのエレベーターと多機能トイレの新設工事が終わり使用を開始した。
坂戸駅管区傘下の駅長配置駅で、東武竹沢駅 - 寄居駅間を管理する。

### のりば
| 番線 | 路線       | 方向 | 行先       | 備考                |
| ---- | ---------- | ---- | ---------- | ------------------- |
| 1    | 東武東上線 | 下り | 寄居方面   | 大半の列車          |
| 2    | 東武東上線 | 上り | 池袋方面   | 大半の列車          |
| 3    | 東武東上線 | 下り | 寄居方面   |                     |
| 4    | 東武東上線 | 上り | 池袋方面   | 大半の列車          |
| 7    | ■JR八高線  | 下り | 高崎方面   | 一部高麗川方面      |
| 8    | ■JR八高線  | 上り | 高麗川方面 | 一部は7番線から発車 |

（出典：東武鉄道:構内マップ）
（出典：JR東日本:駅構内図）

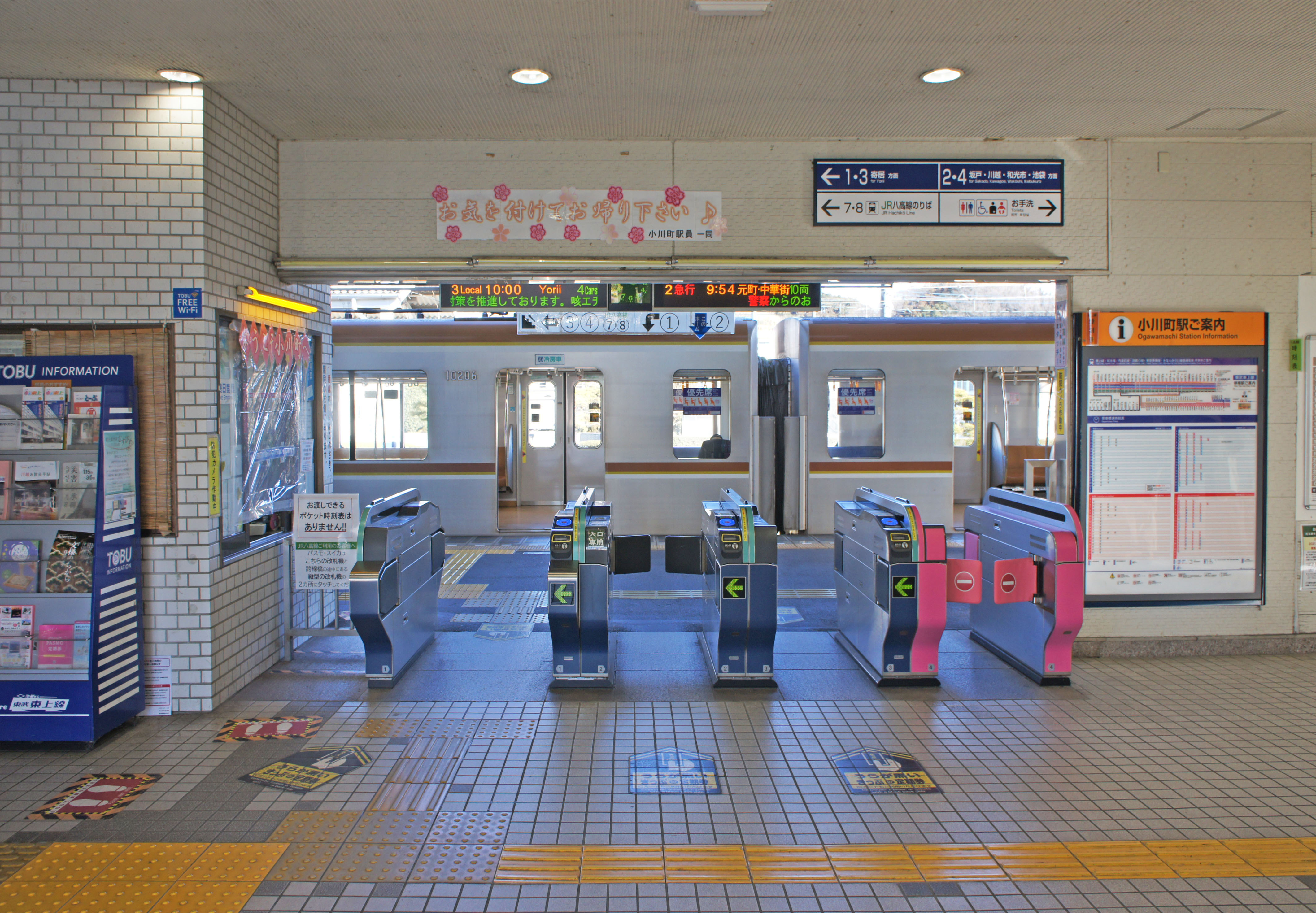
改札口（2022年1月）
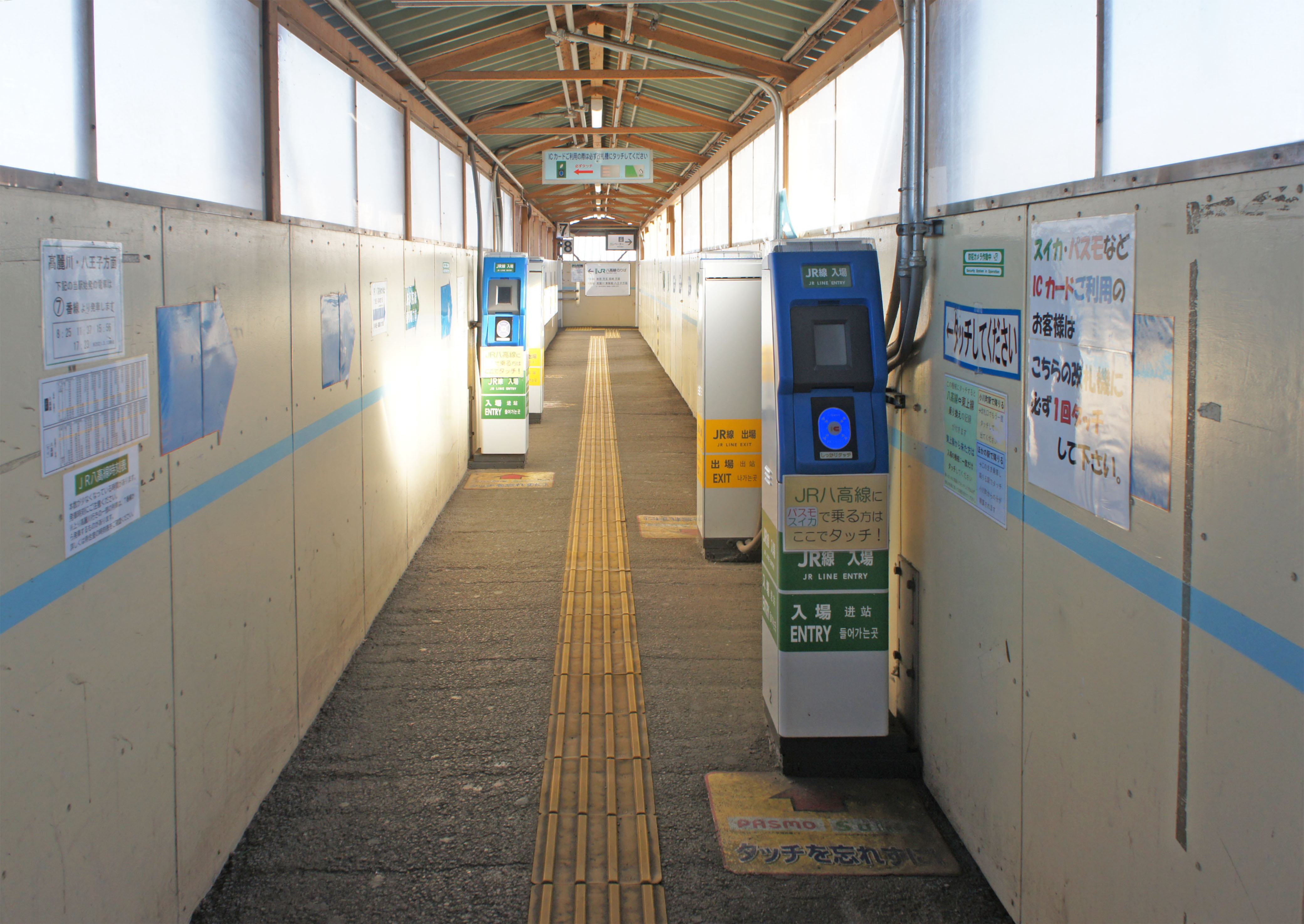
東武東上線⇔JR八高線乗換改札口（2022年1月）
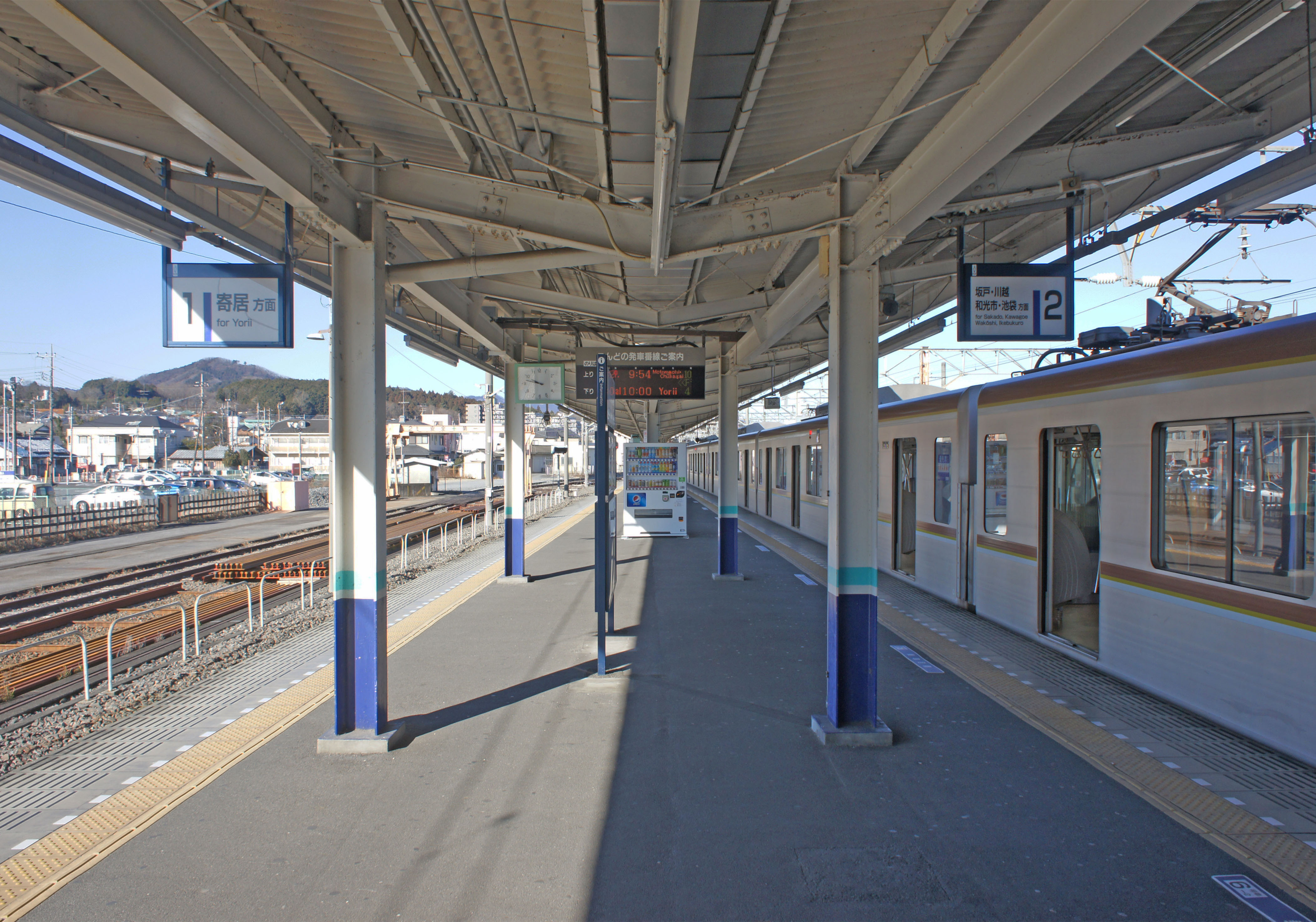
東武東上線1・2番線ホーム（2022年1月）
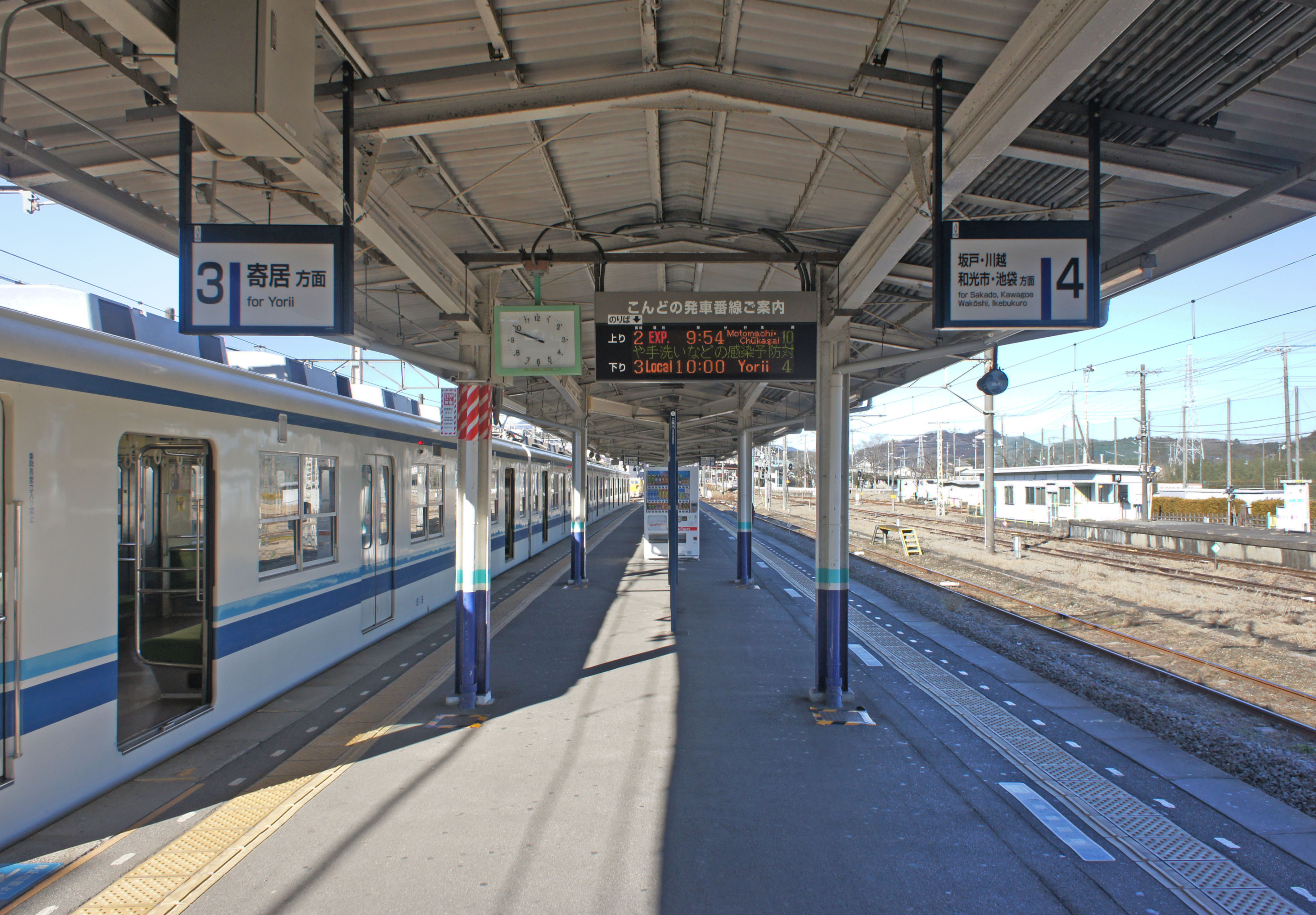
東武東上線3・4番線ホーム（2022年1月）
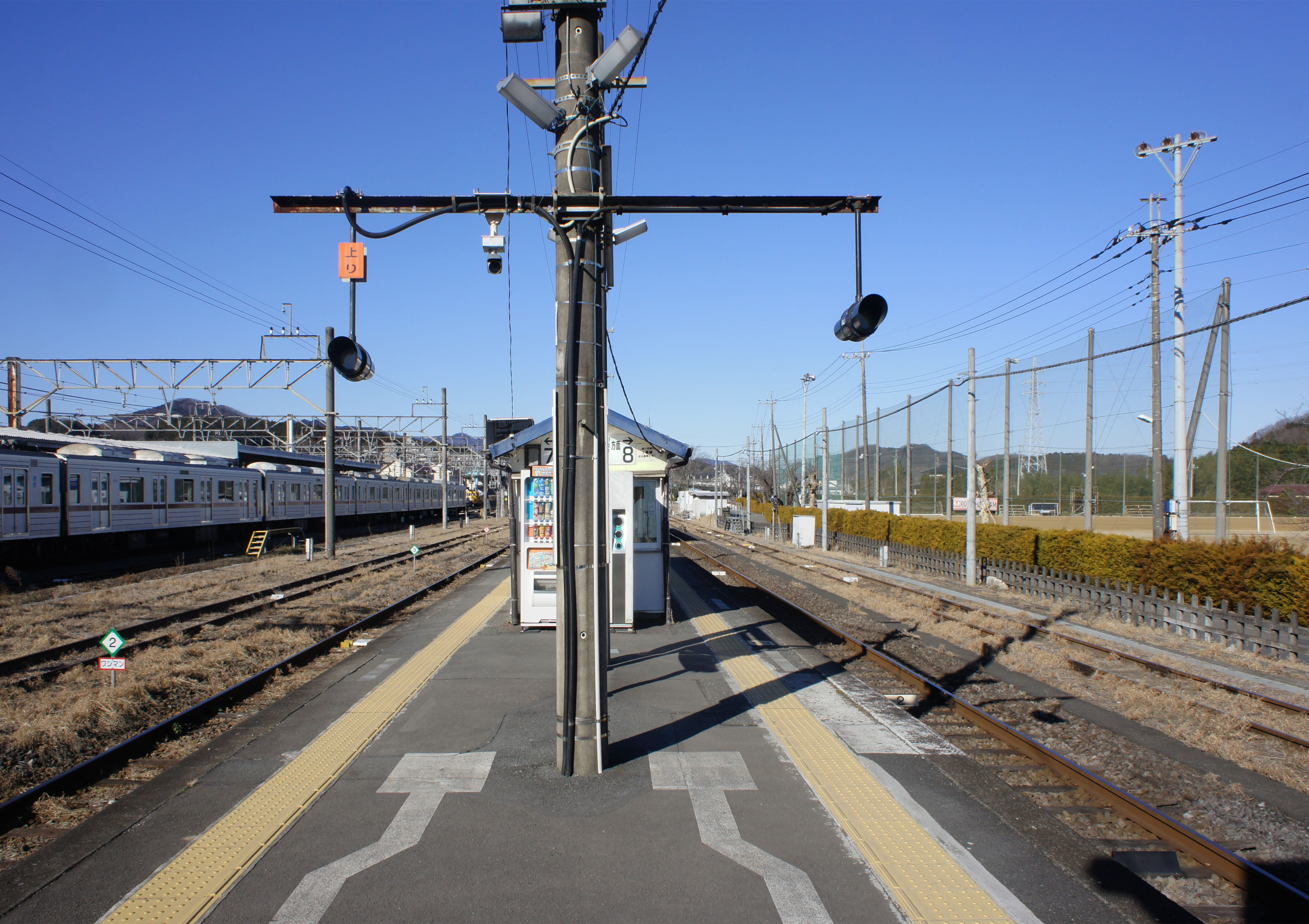
JR八高線7・8番線ホーム（2022年1月）

## 利用状況

### 東武鉄道
東武鉄道によると、2024年度（令和6年度）の1日平均乗降人員は7,831人である。
2003年度（平成15年度）以降の推移は以下のとおりである。
| 乗降人員推移       | 乗降人員推移     | 乗降人員推移 |
| 年度               | 1日平均 乗降人員 | 出典         |
| ------------------ | ---------------- | ------------ |
| 2003年（平成15年） | 12,545           | [ 広告 1 ]   |
| 2004年（平成16年） | 12,476           | [ 広告 2 ]   |
| 2005年（平成17年） | 12,353           | [ 広告 3 ]   |
| 2006年（平成18年） | 12,247           | [ 広告 4 ]   |
| 2007年（平成19年） | 12,185           | [ 広告 5 ]   |
| 2008年（平成20年） | 12,085           | [ 広告 6 ]   |
| 2009年（平成21年） | 11,656           | [ 広告 7 ]   |
| 2010年（平成22年） | 11,411           | [ 広告 8 ]   |
| 2011年（平成23年） | 11,219           | [ 広告 9 ]   |
| 2012年（平成24年） | 11,223           | [ 広告 10 ]  |
| 2013年（平成25年） | 11,308           | [ 広告 11 ]  |
| 2014年（平成26年） | 10,869           | [ 広告 12 ]  |
| 2015年（平成27年） | 10,653           | [ 広告 13 ]  |
| 2016年（平成28年） | 10,359           | [ 広告 14 ]  |
| 2017年（平成29年） | 10,151           | [ 広告 15 ]  |
| 2018年（平成30年） | 9,899            | [ 広告 16 ]  |
| 2019年（令和元年） | 9,449            | [ 広告 17 ]  |
| 2020年（令和02年） | 6,657            | [ 東武 2 ]   |
| 2021年（令和03年） | 7,424            | [ 東武 3 ]   |
| 2022年（令和04年） | 7,759            | [ 東武 4 ]   |
| 2023年（令和05年） | 7,875            | [ 東武 5 ]   |
| 2024年（令和06年） | 7,831            | [ 東武 1 ]   |

### JR東日本
JR東日本によると、2023年度（令和5年度）の1日平均乗車人員は519人である。
2000年度（平成12年度）以降の推移は以下のとおりである。
| 乗車人員推移       | 乗車人員推移     | 乗車人員推移 |
| 年度               | 1日平均 乗車人員 | 出典         |
| ------------------ | ---------------- | ------------ |
| 2000年（平成12年） | 638              | [ JR 2 ]     |
| 2001年（平成13年） | 615              | [ JR 3 ]     |
| 2002年（平成14年） | 616              | [ JR 4 ]     |
| 2003年（平成15年） | 598              | [ JR 5 ]     |
| 2004年（平成16年） | 623              | [ JR 6 ]     |
| 2005年（平成17年） | 616              | [ JR 7 ]     |
| 2006年（平成18年） | 635              | [ JR 8 ]     |
| 2007年（平成19年） | 667              | [ JR 9 ]     |
| 2008年（平成20年） | 702              | [ JR 10 ]    |
| 2009年（平成21年） | 679              | [ JR 11 ]    |
| 2010年（平成22年） | 661              | [ JR 12 ]    |
| 2011年（平成23年） | 602              | [ JR 13 ]    |
| 2012年（平成24年） | 581              | [ JR 14 ]    |
| 2013年（平成25年） | 593              | [ JR 15 ]    |
| 2014年（平成26年） | 614              | [ JR 16 ]    |
| 2015年（平成27年） | 644              | [ JR 17 ]    |
| 2016年（平成28年） | 644              | [ JR 18 ]    |
| 2017年（平成29年） | 665              | [ JR 19 ]    |
| 2018年（平成30年） | 670              | [ JR 20 ]    |
| 2019年（令和元年） | 599              | [ JR 21 ]    |
| 2020年（令和02年） | 402              | [ JR 22 ]    |
| 2021年（令和03年） | 485              | [ JR 23 ]    |
| 2022年（令和04年） | 521              | [ JR 24 ]    |
| 2023年（令和05年） | 519              | [ JR 1 ]     |

## 駅周辺

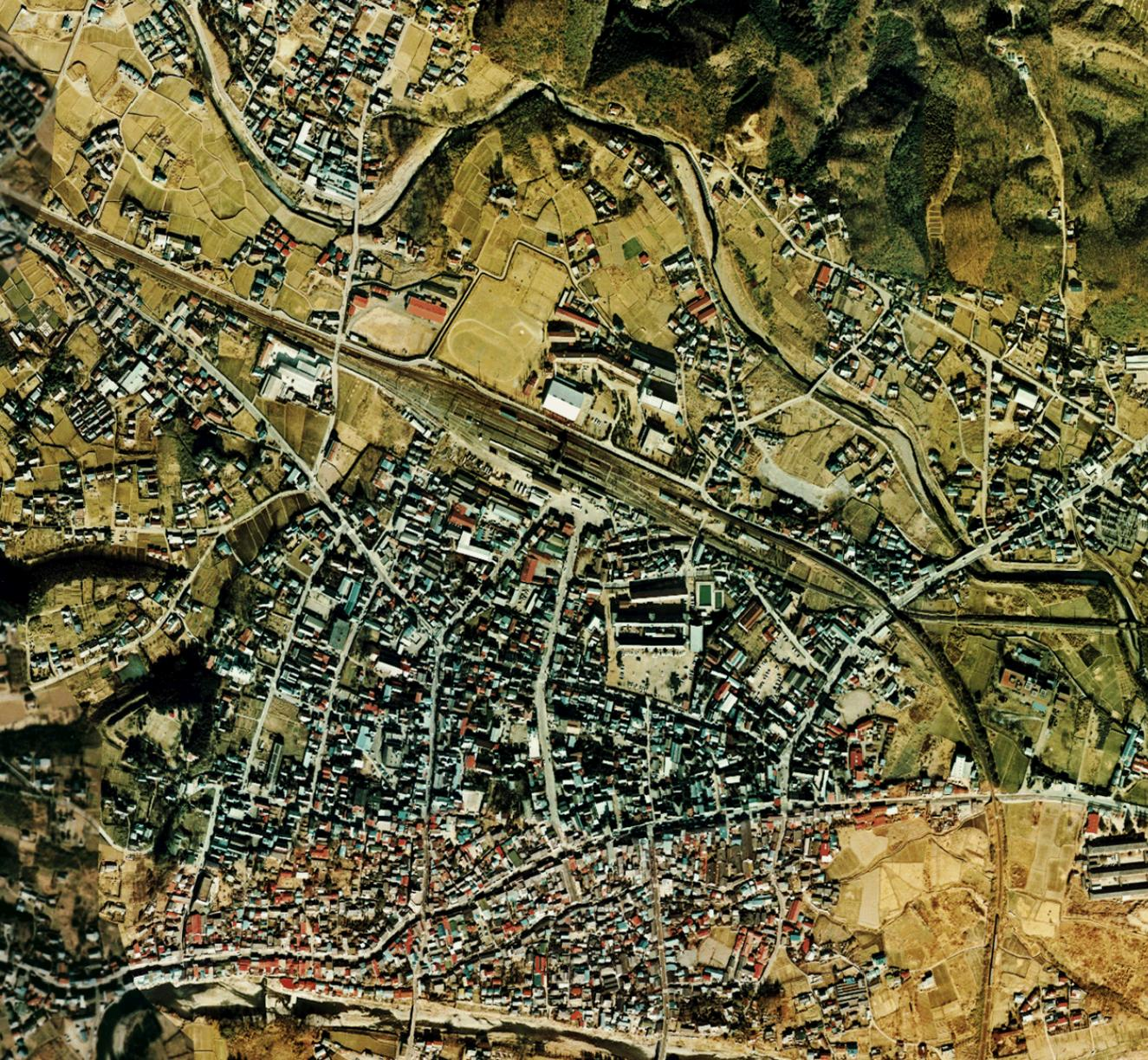
小川町駅付近空中写真（1974年、国土画像情報オルソ化空中写真（国土交通省）より）

- 埼玉県立小川高等学校
- 小川町役場
- 小川町民会館（リリックおがわ）
- 小川町立図書館
- 小川警察署
- 比企広域消防本部小川消防署
- 小川郵便局
- 小川本町簡易郵便局
- 東和銀行小川支店
- 埼玉りそな銀行小川支店
- 小川赤十字病院
- 国道254号
- ヤオコー小川SC店

## バス路線
駅出入口正面にバス乗り場が線路と並列に並んでおり、駅舎側から番号が振られている。
- 1番のりば（川越観光自動車）
  - OG01・OG02：小川パークヒル行き
  - （臨時）：伝統工芸館前行き
- 2番のりば（川越観光自動車）
  - OG11・OG12：みどりが丘循環線
- 3番のりば（国際十王交通）
  - KM14・KM15：熊谷駅行き
- 4番のりば（イーグルバス）
  - 東秩父村路線バス：W01・W02：和紙の里方面
  - ときがわ町路線バス：と06
    - せせらぎバスセンター行き
    - 日赤病院前行き

## 隣の駅
東武鉄道
 東上本線
■TJライナー・■川越特急・■快速急行・■急行・■準急（TJライナー・川越特急は東松山まで、快速急行・急行は川越まで、準急は成増まで各駅に停車）
武蔵嵐山駅 (TJ 32) - （嵐山信号場） - 小川町駅 (TJ 33)
□普通（一部列車を除き当駅で乗り換え）
武蔵嵐山駅 (TJ 32) - （嵐山信号場） - 小川町駅 (TJ 33) - 東武竹沢駅 (TJ 34)
東日本旅客鉄道（JR東日本）
■八高線
明覚駅 - 小川町駅 - 竹沢駅

### 記事本文
1. 1 2 3 4 5 6 7  『週刊 JR全駅・全車両基地』 46号 甲府駅・奥多摩駅・勝沼ぶどう郷駅ほか79駅、朝日新聞出版〈週刊朝日百科〉、2013年7月7日、27頁。
2. 1 2  「地方鉄道運輸開始」『官報』第3365号、1923年11月9日（国立国会図書館デジタルコレクション）
3. 1 2 3 4  石野哲 編『停車場変遷大事典 国鉄・JR編 II』（初版）JTB、1998年10月1日、200頁。ISBN 9784533029806。全国書誌番号:99032190。
4. ↑  増田勝彦「JR東日本:八高線で80周年記念号 上越線、信越線はSL−−秋臨時列車」『毎日新聞』毎日新聞社、2014年8月26日。
5. ↑  「鉄道記録帳2002年2月」『RAIL FAN』第49巻第5号、鉄道友の会、2002年5月1日、24頁。
6. ↑  『PASMOは3月18日（日）サービスを開始します ー鉄道23事業者、バス31事業者が導入し、順次拡大してまいりますー』（PDF）（プレスリリース）PASMO協議会／パスモ、2006年12月21日。オリジナルの2020年5月1日時点におけるアーカイブ。2021年2月9日閲覧。
7. ↑  『「川越特急」運転開始や「TJライナー」増発でますます快適・便利に! 3月16日（土）東武東上線でダイヤ改正を実施! 〜土休日下り快速急行の運転区間を延長し全列車小川町行きに! 土休日池袋発川越市行き下り最終列車の繰下げ等を実施します!〜』（PDF）（プレスリリース）東武鉄道、2019年1月29日、3 - 4頁。オリジナルの2020年12月3日時点におけるアーカイブ。2021年2月9日閲覧。
8. ↑  『東上線・越生線・東武スカイツリーライン・伊勢崎線・日光線・鬼怒川線において ２０２３年３月１８日（土）ダイヤ改正を実施します ～東上線から、東海道新幹線 新横浜駅へダイレクトアクセスが可能に～』（PDF）（プレスリリース）東武鉄道、2022年12月16日。オリジナルの2023年3月14日時点におけるアーカイブ。2023年3月19日閲覧。
9. ↑  “小川町駅定期券うりばの営業終了について” (PDF). お知らせ.   東武鉄道 (2017年12月25日). 2017年12月25日時点のオリジナルよりアーカイブ。2018年4月19日閲覧。
10. 1 2 3 4  “小川町駅 構内マップ”.   東武鉄道. 2023年6月4日閲覧。
11. ↑  レポート - 関東交通広告協議会
12. ↑  “駅情報（乗降人員）”.   東武鉄道. 2024年8月3日閲覧。

### 利用状況

#### 東武鉄道
東武鉄道の1日平均利用客数
1. 1 2 3  『駅別乗降人員 2024年度』（PDF）（レポート）東武鉄道、13頁。オリジナルの2025年5月19日時点におけるアーカイブ。2025年5月29日閲覧。
2. ↑  「駅一覧」『東武会社要覧2021』（pdf）（レポート）東武鉄道、71頁。オリジナルの2022年4月19日時点におけるアーカイブ。2024年8月3日閲覧。
3. ↑  『駅別乗降人員 2021年度』（PDF）（レポート）東武鉄道、2024年、13頁。オリジナルの2024年5月18日時点におけるアーカイブ。
4. ↑  『駅別乗降人員 2022年度』（PDF）（レポート）東武鉄道、2024年、13頁。オリジナルの2024年5月18日時点におけるアーカイブ。
5. ↑  『駅別乗降人員 2023年度』（PDF）（レポート）東武鉄道、2024年、13頁。オリジナルの2024年5月18日時点におけるアーカイブ。

関東交通広告協議会
1. ↑  「東武鉄道」（PDF）『平成15年度1日平均乗降人員・通過人員』、関東交通広告協議会、11頁。オリジナルの2016年3月4日時点におけるアーカイブ。2020年7月3日閲覧。
2. ↑  「東武鉄道」（PDF）『平成16年度1日平均乗降人員・通過人員』、関東交通広告協議会、25頁。オリジナルの2017年8月2日時点におけるアーカイブ。2020年7月3日閲覧。
3. ↑  「東武鉄道」（PDF）『平成17年度1日平均乗降人員・通過人員』、関東交通広告協議会、25頁。オリジナルの2017年8月2日時点におけるアーカイブ。2020年7月3日閲覧。
4. ↑  「東武鉄道」（PDF）『平成18年度1日平均乗降人員・通過人員』、関東交通広告協議会、25頁。オリジナルの2019年3月10日時点におけるアーカイブ。2019年3月10日閲覧。
5. ↑  「東武鉄道」（PDF）『平成19年度1日平均乗降人員・通過人員』、関東交通広告協議会、25頁。オリジナルの2019年3月10日時点におけるアーカイブ。2019年3月10日閲覧。
6. ↑  「東武鉄道」（PDF）『平成20年度1日平均乗降人員・通過人員』、関東交通広告協議会、26頁。オリジナルの2019年3月10日時点におけるアーカイブ。2019年3月10日閲覧。
7. ↑  「東武鉄道」（PDF）『平成21年度1日平均乗降人員・通過人員』、関東交通広告協議会、24頁。オリジナルの2019年3月10日時点におけるアーカイブ。2019年3月10日閲覧。
8. ↑  「東武鉄道」（PDF）『平成22年度1日平均乗降人員・通過人員』、関東交通広告協議会、24頁。オリジナルの2019年3月10日時点におけるアーカイブ。2019年3月10日閲覧。
9. ↑  「東武鉄道」（PDF）『平成23年度1日平均乗降人員・通過人員』、関東交通広告協議会、24頁。オリジナルの2019年3月10日時点におけるアーカイブ。2019年3月10日閲覧。
10. ↑  「東武鉄道」（PDF）『平成24年度1日平均乗降人員・通過人員』、関東交通広告協議会、24頁。オリジナルの2019年3月10日時点におけるアーカイブ。2019年3月10日閲覧。
11. ↑  「東武鉄道」（PDF）『平成25年度1日平均乗降人員・通過人員』、関東交通広告協議会、21頁。オリジナルの2019年3月21日時点におけるアーカイブ。2019年3月10日閲覧。
12. ↑  「東武鉄道」（PDF）『平成26年度1日平均乗降人員・通過人員』、関東交通広告協議会、21頁。オリジナルの2019年3月10日時点におけるアーカイブ。2019年3月10日閲覧。
13. ↑  「東武鉄道」（PDF）『平成27年度1日平均乗降人員・通過人員』、関東交通広告協議会、21頁。オリジナルの2019年3月10日時点におけるアーカイブ。2019年3月10日閲覧。
14. ↑  「東武鉄道」（PDF）『平成28年度1日平均乗降人員・通過人員』、関東交通広告協議会、21頁。オリジナルの2019年3月10日時点におけるアーカイブ。2019年3月10日閲覧。
15. ↑  「東武鉄道」（PDF）『平成29年度1日平均乗降人員・通過人員』、関東交通広告協議会、21頁。オリジナルの2019年7月21日時点におけるアーカイブ。2019年7月21日閲覧。
16. ↑  「東武鉄道」（PDF）『2018年度1日平均乗降人員・通過人員』、関東交通広告協議会、22頁。オリジナルの2021年2月9日時点におけるアーカイブ。2021年2月9日閲覧。
17. ↑  「東武鉄道」（PDF）『2019年度1日平均乗降人員・通過人員』、関東交通広告協議会、22頁、2020年10月。オリジナルの2020年11月9日時点におけるアーカイブ。2021年2月9日閲覧。

#### JR東日本
1. 1 2  “各駅の乗車人員（2023年度）”.   東日本旅客鉄道. 2024年7月21日閲覧。
2. ↑  “各駅の乗車人員（2000年度）”.   東日本旅客鉄道. 2019年5月6日閲覧。
3. ↑  “各駅の乗車人員（2001年度）”.   東日本旅客鉄道. 2019年5月6日閲覧。
4. ↑  “各駅の乗車人員（2002年度）”.   東日本旅客鉄道. 2019年5月6日閲覧。
5. ↑  “各駅の乗車人員（2003年度）”.   東日本旅客鉄道. 2019年5月6日閲覧。
6. ↑  “各駅の乗車人員（2004年度）”.   東日本旅客鉄道. 2019年5月6日閲覧。
7. ↑  “各駅の乗車人員（2005年度）”.   東日本旅客鉄道. 2019年5月6日閲覧。
8. ↑  “各駅の乗車人員（2006年度）”.   東日本旅客鉄道. 2019年5月6日閲覧。
9. ↑  “各駅の乗車人員（2007年度）”.   東日本旅客鉄道. 2019年5月6日閲覧。
10. ↑  “各駅の乗車人員（2008年度）”.   東日本旅客鉄道. 2019年5月6日閲覧。
11. ↑  “各駅の乗車人員（2009年度）”.   東日本旅客鉄道. 2019年5月6日閲覧。
12. ↑  “各駅の乗車人員（2010年度）”.   東日本旅客鉄道. 2019年5月6日閲覧。
13. ↑  “各駅の乗車人員（2011年度）”.   東日本旅客鉄道. 2019年5月6日閲覧。
14. ↑  “各駅の乗車人員（2012年度）”.   東日本旅客鉄道. 2019年5月6日閲覧。
15. ↑  “各駅の乗車人員（2013年度）”.   東日本旅客鉄道. 2019年5月6日閲覧。
16. ↑  “各駅の乗車人員（2014年度）”.   東日本旅客鉄道. 2019年5月6日閲覧。
17. ↑  “各駅の乗車人員（2015年度）”.   東日本旅客鉄道. 2019年5月6日閲覧。
18. ↑  “各駅の乗車人員（2016年度）”.   東日本旅客鉄道. 2019年5月6日閲覧。
19. ↑  “各駅の乗車人員（2017年度）”.   東日本旅客鉄道. 2019年5月6日閲覧。
20. ↑  “各駅の乗車人員（2018年度）”.   東日本旅客鉄道. 2019年7月21日閲覧。
21. ↑  “各駅の乗車人員（2019年度）”.   東日本旅客鉄道. 2020年7月21日閲覧。
22. ↑  “各駅の乗車人員（2020年度）”.   東日本旅客鉄道. 2021年7月26日閲覧。
23. ↑  “各駅の乗車人員（2021年度）”.   東日本旅客鉄道. 2022年8月12日閲覧。
24. ↑  “各駅の乗車人員（2022年度）”.   東日本旅客鉄道. 2023年7月9日閲覧。